# Pleurophyllum hookeri
Pleurophyllum hookeri is een plantensoort uit de composietenfamilie (Asteraceae). De soort is een kruidachtige plant en komt voor op de Nieuw-Zeelandse sub-antarctische eilanden (Aucklandeilanden en het Campbelleiland) en Australië (Macquarie-eiland). Op Macquarie-eiland wordt de soort bedreigd door geïntroduceerde zwarte ratten en konijnen.
De planten bloeien van december tot februari en hebben rijpe zaden van januari tot mei. In het Engels wordt deze plant wel "Silver-leaf Daisy" genoemd.

## Beschrijving
De wortelbladeren van P. hookeri zijn enkelvoudig, omgekeerd-eirond tot langwerpig, met een spitse tot plotseling toegespitste top, en aan de voet schedevormig versmald. Het blad is leerachtig, niet geplooid, met tien tot vijftien weinig opvallende kromme nerven. Het is aan de bovenzijde dicht zilvergrijsviltig, aan de onderzijde dicht zilverwitviltig behaard. De bladrand heeft kleine, ver uiteen staande tanden of is vrijwel gaaf, er zijn duidelijke waterporieën. De bladschede is dicht pluizig behaard. De bloeistengels zijn tot 60 cm hoog, gegroefd en wit viltig behaard. De onderste stengelbladeren zijn langwerpig-eirond, de bovenste lancetvormig. De bloeistengels dragen tien tot twintig hoofdjes, elk ongeveer 2 cm in doorsnede. De steunblaadjes onder de hoofdjesstengels zijn lijnlancetvormig met een toegespitste top, en dragen verspreide haren. De lintbloemen zijn kort en weinig opvallend. De buisbloemen in het hart zijn paars. De vruchtjes zij bezet met zijdeachtige tot aangedrukte haren. De haren van het vruchtpluis zijn niet of nauwelijks verdikt aan de top.